# Xóchitl Medina Ortiz
Xóchitl Medina Ortiz (Puebla de Zaragoza, 15 de julio de 1935- Colima, 8 de febrero de 2021) fue una docente y coreógrafa mexicana. Su trayectoria abarcó los ámbitos de la docencia, la investigación, la ejecución artística como bailarina y coreógrafa y la promoción de actividades dancísticas, teatrales y musicales.

## Biografía

### Formación y trayectoria
Xóchitl Medina Ortiz cursó sus estudios en la Benemérita Escuela Nacional de Maestros. Posteriormente cursó estudios en la Academia Mexicana de Danza. Entre los pilares de su formación dancística destacan los maestros Amado López Castillo, Luis Felipe Obregón y Marcelo Torreblanca, entre otros maestros y maestras como Antonio de la Torre, Emma Robledo, Bodil Genkel y John Phillip.
Formó parte del Grupo de Danza Regional creado por iniciativa de Miguel Álvarez Acosta, en ese entonces Director del Instituto Nacional de Bellas Artes. Como bailarina, también formó parte de la Primera Compañía Oficial de Danzas Regionales del mismo instituto. Fue ejecutante del Ballet Azteca y Maya de Javier León y del Conjunto Folclórico del IMSS. También destaca su participación en espectáculos de Teatro de Masas.
Estuvo a cargo de la enseñanza de la danza en la Escuela Nacional de Educadoras, bajo la dirección de Ángel Salas.
Fue coordinadora del Departamento de Teatro Escolar del INBAL, cargo que ocupó durante treinta años. Coordinó los concursos de teatro organizados por el Instituto Nacional de Bellas Artes, el Departamento del Distrito Federal y la Coordinadora Cívica y Cultural del DIF.  
Ocupó la Secretaría Académica de la Escuela Nacional de Danza Folklórica, la gerencia operativa de Grupo OCESA y también fue titular de la Coordinación de Difusión del Centro Nacional de Investigación, Documentación e Información de la Danza (Cenidi) José Limón (INBAL), del que también fue encargada. También fue titular de la Coordinación de Difusión del Centro de Investigación, Documentación e Investigación Teatral Rodolfo Usigli.
Fue maestra de Danza en la Academia Mexicana Danza. Contribuyó a la conformación y dirección del Grupo Experimental de Danza de Danza Regional y fue miembro de su Consejo Técnico y Académico. 
Fue integrante del equipo interdisciplinarios del Fondo Nacional para el Desarrollo de la Danza Popular Mexicana (Fonadan).

## Reconocimientos
- Medalla Homenaje una vida en la danza, otorgado en 1996 por el Instituto Nacional de Bellas Artes.
- Premio Coatlicue, otorgado en 2012 por la Coordinadora Internacional de Mujeres en el Arte.

## Libros
Ortiz Medina, Xóchitl (2013). 70 años de Teatro Escolar del INBA. Memoria 1942-2012. Instituto Nacional de Bellas Artes.
Esta memoria institucional reúne la información sobre uno de los programas culturales más ricos y constantes del Estado mexicano: el Programa de Teatro Escolar, iniciado en la SEP y cuya madurez está ligada al surgimiento del Instituto Nacional de Bellas Artes y Literatura. Desde 1942 hasta 2021, millones de escolares de todos los grados han tenido un contacto intenso con el teatro gracias a este programa realizado en conjunto con las autoridades educativas y que, al mismo tiempo, ha sido una plataforma de profesionalización para los practicantes del teatro y un espacio idóneo de especialización.
Zamarripa Castañeda, Rafael; Ortiz Medina, Xóchitl (2001). Trajes de danza mexicana. Universidad de Colima.ISBN 9789706920850

En esta obra, Xóchitl Medina Ortiz destaca que 
"En toda la patria mexicana, desde la costa del Golfo hasta la del Pacífico, de norte a sur; el traje mexicano ofrece uno de los más bellos y espléndidos espectáculos que puedan verse en el mundo. Éstos impresionan por su originalidad, variedad y fantasía. So indumentarias genuinas que contrastan espectacularmente con la vida moderna mexicana, pero que forman parte, muy entrañable, del México de siempre." 